# 稻城山溪鲵
稻城山溪鲵（学名：Batrachuperus daochengensis），一种分布于中国西南部沙鲁里山中部和南部地区的两栖动物，隶属于小鲵科山溪鲵属。模式产地为四川省稻城县。本种之前被记录为山溪鲵（Batrachuperus pinchonii），2020年研究人员将其与其他已知山溪鲵属物种的cyt b片段系统发育关系比较，结合形态数据，证实其为新种。

## 形态特征
稻城山溪鲵的指、趾末端无棕色角质鞘；无掌、蹠突；肋沟12条；生活时背面棕色，杂以黑色斑点；指长顺序为2、3、4、1；前后肢贴体相对时指、趾端相距1～2肋沟。